# 西敏信條

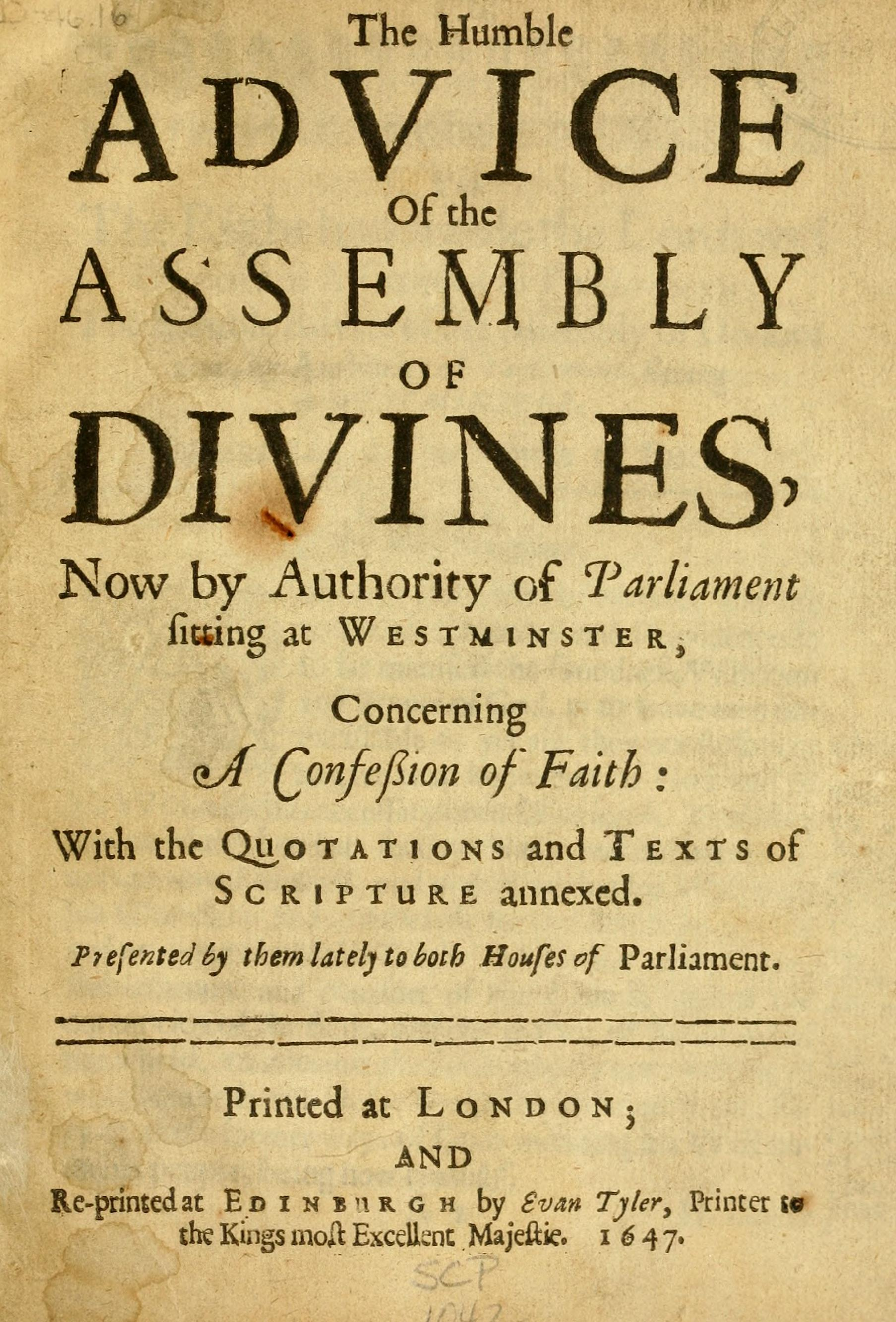
1647年印刷的《西敏信條》扉頁

《西敏信条》（英語：Westminster Confession of Faith），也译为《威敏斯特信仰告白》、《威斯特敏斯特信仰信条》或《韦斯敏斯德信仰信条》。这个信条表达的是通常被称作加爾文主義或新教歸正宗的神學。这个信条是在西敏会议（The Westminster Assembly，1643-1649）上被制定出来的。华腓德博士论到《西敏信條》说：“这是人所构思并写出有关我们所称‘福音派信仰’中最齐全、最清楚、最周延、最完美、又最生动的信条；如果我们要福音派信仰延续不绝，就必须护卫这个信条和其他性质相同的各个信条。”传统的长老会持受这个信仰信条。
浸信会根据这个信条制定了自己宗派的信条《1689年浸信会信仰宣言》，但是今天接受此信条的浸信会并不多见。

## 汉语譯本
新譯西敏信條 

### 引用
1. ↑  王瑞珍、張聖佳 編譯：《新譯西敏信條》，2002年，台北：中華福音神學院.

## 延伸閱讀
- Duncan, J. Ligon, III (编). . Ross-shire, Scotland: Christian Focus Publications. 2003. ISBN 9781857928624.
- Presbyterian Church (U.S.A.) Book of Confessions: Study Edition. Louisville, KY.: Geneva Press, c1999.  ISBN 0-664-50012-9